# Erhan Erdogan

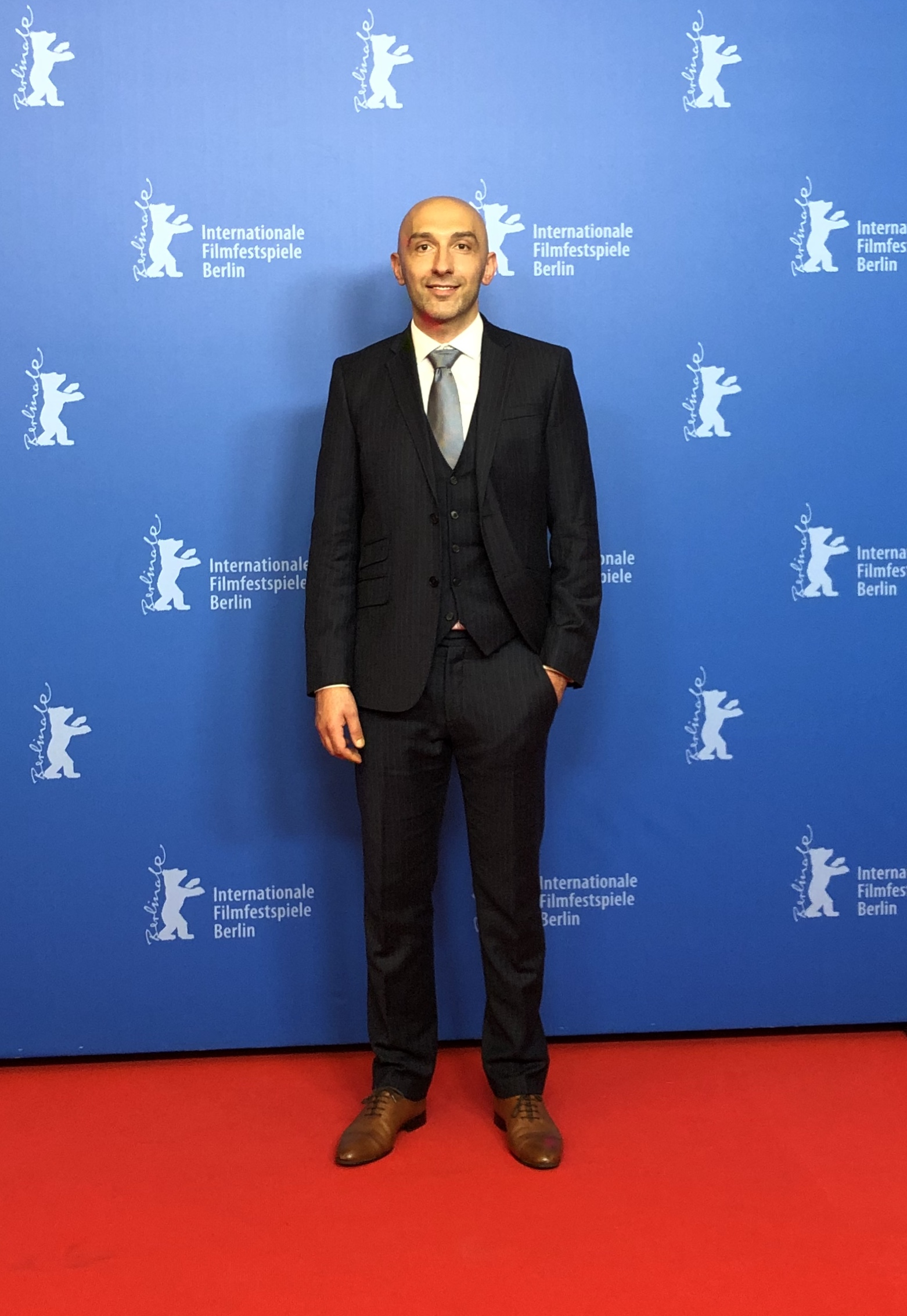
Erhan Erdogan (2020)

Erhan Erdogan (* 30. Oktober 1980 in Düsseldorf) ist ein deutscher Schauspieler und Drehbuchautor.

## Leben
Erdogan wurde in Düsseldorf geboren und wuchs im Stadtteil Pempelfort auf. 1985 zog die Familie nach Ratingen. Seine Eltern stammen aus Antalya (Türkei) und waren in den 1970er Jahren nach Deutschland eingewandert.

Zu Schulzeiten trat er in Theaterstücken auf. Mit 13 Jahren hatte er zusammen mit Freunden seinen damals größten Auftritt in der vollbesetzten Stadthalle, wo sie die Hip-Hop-Band Die Fantastischen Vier porträtierten. Nach seinem Schulabschluss folgte auf Wunsch seiner Eltern eine kaufmännische Ausbildung zum Reiseverkehrskaufmann. Darauf folgte ein Studium in Medienbetriebswirtschaften in Hamburg, das er mit der Note 1,0 abschloss. Er arbeitete anschließend mehrere Jahre als Marketing-Berater für Verlage und Unternehmen.
Um Schauspieler zu werden, nahm er erfolgreich an einem Vorsprechen an der Film Acting School Cologne teil und wurde dort von 2016 bis 2018 ausgebildet. Mit einem Stipendium seiner Ausbildungsstätte erhielt er 2018 zusätzlichen Schauspielunterricht in Los Angeles bei dem Coach Bernard Hiller.
Seinen ersten Filmauftritt hatte Erdogan in der Buchverfilmung Der Medicus von Regisseur Philipp Stölzl. Er spielte einen Lakaien des Schahs sowie einen persischen Wächter. Während der Dreharbeiten wurde er zudem als Hand-Double von Elyas M’Barek eingesetzt.
Es folgten weitere Film- und Theater-Engagements, Werbespots und TV-Auftritte in Serien, darunter Professor T. und Einstein von Regisseur Thomas Jahn.
Seit 2023 produziert Erhan Erdogan sein eigenes Social-Media-Format Blickwinkel Express, welches humoristische Gegebenheiten aus dem Alltag mit Film-/Streaming-Empfehlungen kombiniert.

## Filmografie

### Als Schauspieler
- 2013: Der Medicus (Kinofilm)
- 2016: Was ich von Dir weiß (TV-Film)
- 2016–2017: Professor T. (Fernsehserie, zwei Folgen)
- 2017–2018: Einstein (Fernsehserie, zwei Folgen mit verschiedenen Rollen)
- 2018: Secreta (Kurzfilm)
- 2019: Der letzte Bulle (Kinofilm)
- 2020: Red Lips (Kurzfilm)
- 2020: Der Kurier (Kurzfilm)
- 2020: Nein. (Kurzfilm)
- 2020: Kids Run (Kinofilm)
- 2020: Warum? Es kann jeden treffen (Amazon-Streaming)
- 2021: Awake – Next to Me (Kurzfilm)
- 2021: Brüder (Kurzfilm)
- 2021: Touch (Kurzfilm)
- 2023: Space Weather (Kurzfilm)

### Als Regisseur, Drehbuchautor und Produzent
- 2018: Secreta (Kurzfilm)
- seit 2023 Blickwinkel Express (Smalltalk-Show)

## Theater
- 2016–2017: Heinrich von Kleist und seine Frauen (Horizont Theater Köln)
- 2017: Die Chroniken von Narnia (Theater Die Pathologie Bonn)
- 2018: Durch die Nacht mit … (Metropol Theater Köln)
- 2019: Die Experimente des Dr. Frankenstein (Das Original Gruseldinner)